# Maja Todd
Maja Todd (ur. 2004 w Wielkiej Brytanii) – Miss Polonia 2025.

## Życiorys
Todd urodziła się w Wielkiej Brytanii i ma angielsko-polskie korzenie, lecz w dzieciństwie mieszkała również w Katowicach.   Ukończyła tam III Liceum Ogólnokształcące im. Adama Mickiewicza, zdając maturę międzynarodową. Następnie wyjechała na kilka miesięcy do USA, gdzie prowadziła zajęcia z młodzieżą. 
Maja przez lata ćwiczyła pływanie i została ratowniczką wodną. Od 2024 studiuje na SGH w Warszawie.
12 czerwca 2025, na zgrupowaniu przed finałem Miss Polonia 2025, została wybrana Miss Talent 2025, dzięki wykonaniu piosenki Beyoncé Sweet Dreams. Na gali finałowej, 22 czerwca tego samego roku, została koronowana Miss Polonia 2025.